# Мамбо (вуду)

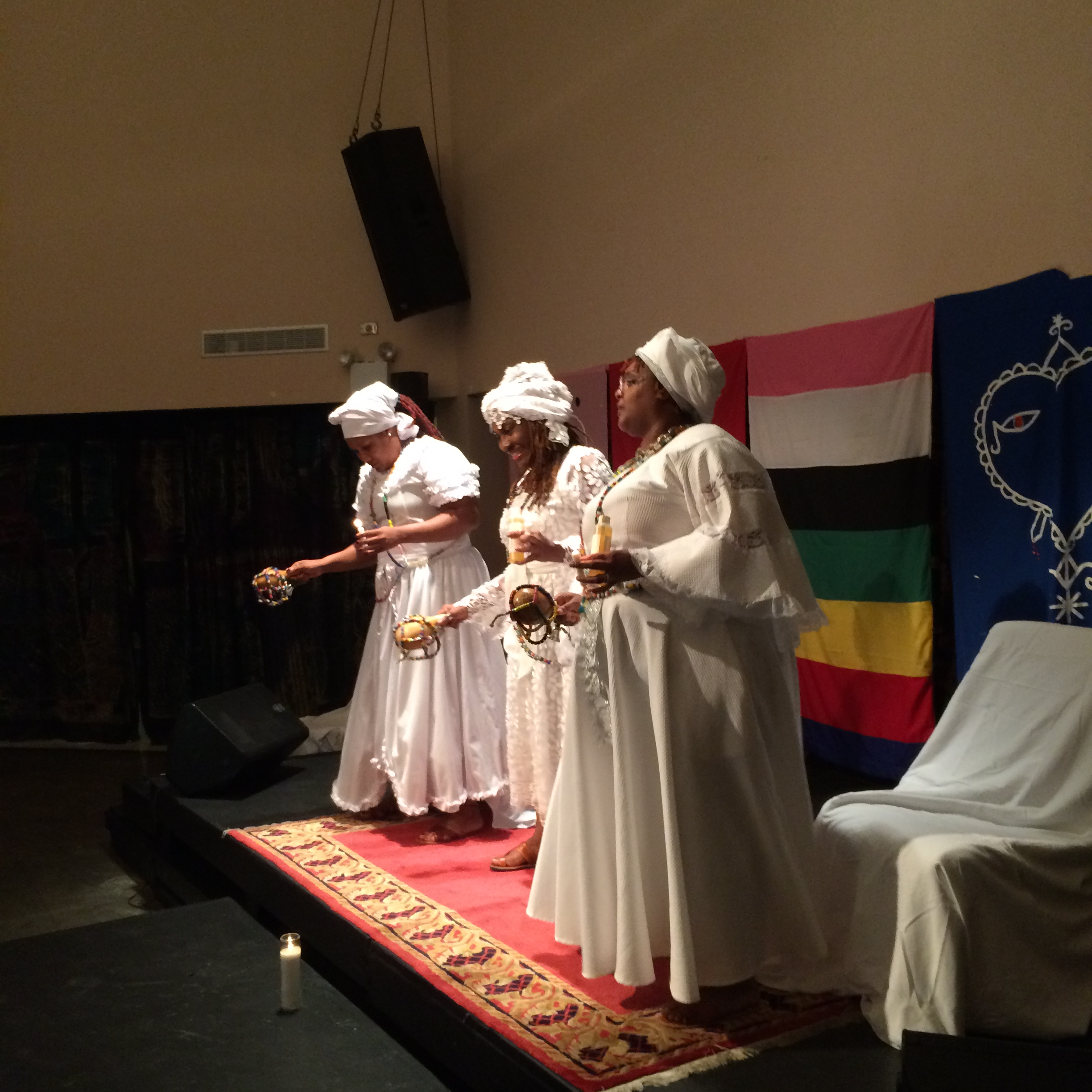
Три мамбо

Мамбо (англ. Mambo) — женщина-священник в религии вуду. Термин мамбо происходит от слова nanbo («мать магии»).

## Деятельность
Мамбо руководит другими последователями вуду во время сложных ритуалов, а также выполняет работу целителей. Контакт с божественными духами считается опасным. По этой причине требуются профессиональные служители культа; они знают ритуалы, танцы, песни и предметы, которые могут быть использованы для приближения к божественным духам лоа, не расстраивая их.
Конкретные навыки и знания, полученные мамбо, позволяют им быть посредниками между земной и небесной сферами. Они используют эту информацию, чтобы призвать духов через песню, танец, подношения и рисование символов лоа (веве). Во время этих ритуалов лоа могут войти в мамбо. Одержимость духами играет важную роль в вуду, потому что это, в конечном счёте, позволяет установить связь между людьми и духами лоа.
Хотя любой может получить призыв от духов прийти во священство, профессия мамбо часто является наследственной. Те, кто призваны быть мамбо, редко отказываются занять эту должность, опасаясь сурового наказания от духов лоа.

## Символ мамбо
Официальным символом мамбо является специальная погремушка (трещотка) под названием «асон». Обладание асоном позволяет заниматься духовной деятельностью и выполнять целительскую работу.

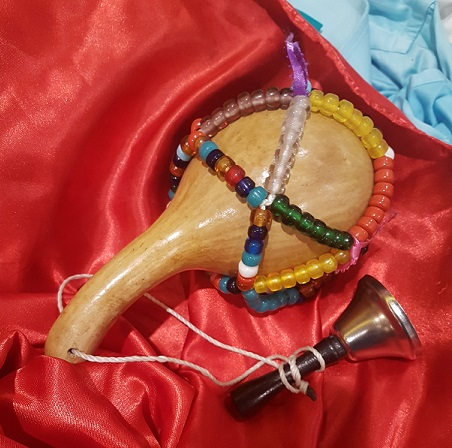
Асон

## Значимые персоналии
Одна из самых знаменитых мамбо — это Мария Лаво, получившая известность в Новом Орлеане XIX века.
Другая знаменитая мамбо —  Сесиль Фатиман. Известность ей принесло участие в церемонии вуду в Буа-Каймане  в 1791 году, которая стала толчком к началу Гаитянской революции.
Ещё одной популярной мамбо была Мария Ловински (1933 – 2020), больше известная как Мама Лола, практиковавшая в Нью-Йорке. Как мамбо она сочетала в себе навыки врача, психотерапевта, социального работника и священника.

## Образ в массовой культуре
- В 1971 году группой Redbone была выпущена песня, посвящённая Марии Лаво, под названием: The Witch Queen of New Orleans.
- В октябре 2013 года вышел третий сезон американского хоррор-триллера под названием «Американская история ужасов: Шабаш», одной из главных героинь которого выступила Анджела Бассетт в роли Марии Лаво.
- В 2016 году группа Volbeat выпустила альбом Seal the Deal & Let’s Boogie; вторая композиция в этом альбоме называется Marie Laveau.
- В романах Андрея Гусева «Однажды в Малинди»[7] и «Наш жёсткий секс в Малинди»[8] одним из главных персонажей является мамбо по имени Твига (Twiga). В заключительной главе романа «Однажды в Малинди» описана её свадьба с эмигрантом из России[9][10].